# Knoxville (Arkansas)
Knoxville est une ville située dans l’État américain de l'Arkansas, dans le comté de Johnson.